# Oltva
Oltva középkori, már nem létező település. A Győr-Moson-Sopron vármegyei Ásványráró közigazgatási területén feküdt, az új-szigeti határrészen.

## Története
1250. december 4-én említik először a települést „Oltua” néven. Roland nádor, pozsonyi ispán Nádasdi Mihály fiait a csallóközi udvarnokok ellenében szabadságaikban megerősítette.
1382-ben Héderváry Imre birtoka Oltva fele. 1407-ben említik mint "Olthwa", 1417-ben "Olchowa" néven.
1518-ban neve „Iltowa”. Három fizető porta, Hédervári István birtoka. 1549-ben Bakith Péter birtoka. 1619-ben Ottovány (Oltva) 1,5 telkes, hódolatlan falu.
1659-ben beiktatták birtokaiba Héderváry Katalint. Említve: „Oltova” néven Oltva.
1709-ben a Duna áradása végleg elpusztította a falut. Az 1714-es egyházlátogatási jegyzőkönyv tényként említi Oltva pusztulását.
Több 19. századi térképeken jelölik Oltva helyét.